# The House of Mirth (film 1918)
The House of Mirth è un film muto del 1918 diretto da Albert Capellani. Adattamento cinematografico del romanzo omonimo di Edith Wharton pubblicato in Italia con il titolo La casa della gioia, ne fu fatto un remake nel 2000 da Terence Davies.

## Produzione
Il film fu prodotto dalla Metro Pictures Corporation.

## Distribuzione
Distribuito dalla Metro Pictures Corporation, il film uscì nelle sale cinematografiche USA il 5 agosto 1918.